# Cedar Grove (Wirginia Zachodnia)
Cedar Grove – miasto w Stanach Zjednoczonych, w stanie Wirginia Zachodnia, w hrabstwie Kanawha.